# Edgar Çani
Edgar Çani (Tirana, Albània, 22 de juliol de 1989) és un futbolista albanès que juga com a davanter i actualment milita al Catania de la Serie B (Itàlia). Ha estat internacional amb la Selecció de futbol d'Albània, on ha jugat 15 partits internacionals i ha marcat 4 gols.